# Comté de Wayne (Michigan)
Pour les articles homonymes, voir Comté de Wayne.
Le comté de Wayne (anglais : Wayne County) est un comté situé au sud-est de l'État du Michigan et tire son nom du général Anthony Wayne. 
Avec le comté d'Oakland et le comté de Macomb, le comté de Wayne est l'un des principaux comtés de la région Metro Detroit. 
En 2006, avec 1 971 853 habitants, le comté de Wayne est le plus peuplé du Michigan.
Le siège du comté est situé à Détroit, la plus grande ville de l’État. 

## Géographie
Le comté a une superficie de 1 741 km2, dont 1 591 km2 de terre.

### Comtés adjacents
- Comté de Macomb (nord-est)
- Comté d'Oakland (nord-ouest)
- Comté de Washtenaw (ouest)
- Comté de Monroe (sud)
- Comté d'Essex, Ontario, Canada (sud-est)